# Mèo ma bê tha
Bakeneko Anzu-chan (Nhật: 化け猫あんずちゃん) là một bộ anime điện ảnh năm 2024 do Kuno Yōko và Yamashita Nobuhiro làm đạo diễn với Shin-Ei Animation và Miyu Productions chế tác hoạt họa. Bộ phim lấy cảm hứng từ cuốn manga cùng tên của Imashiro Takashi. Phim có sự tham gia của phim của Moriyama Mirai trong vai nhân vật chính Anzu (một chú mèo ma trên danh nghĩa) và Gotō Noa thu vai một cô bé tên Karin. Tác phẩm dự kiến khởi chiếu tại Nhật Bản vào tháng 7 năm 2024.

## Nội dung
Cô bé Karin 11 tuổi đi cùng cha của cô là Tetsuya đến chùa Sousei (nơi ông cô sống). Tetsuya đã đến chùa để xin tiền của cha mình nhằm trả nợ và để Karin ở lại chùa khi ông bị cha từ chối, đồng thời hứa với cô bé rằng ông sẽ quay lại vào ngày giỗ của mẹ cô.
Tại ngôi chùa, Karin đã gặp Anzu, một chú mèo biết đi, nói chuyện như con người, sử dụng điện thoại di động và xe máy, đồng thời đang làm công việc của nhân viên mát-xa. Karin và Anzu dần thân thiết với nha hơn, cả hai cùng đi đến Tokyo để tìm kiếm cha cô và gặp Thần nghèo đói. Thần Nghèo đã cho Karin cơ hội đoàn tụ với người mẹ quá cố của mình bằng cách du hành đến địa ngục trong một cánh cổng nhà vệ sinh.

## Diễn viên
- Gotō Noa vai Karin, một cô bé 11 tuổi
- Moriyama Mirai vai Anzu, một chú mèo mèo bất tử và hành xử giống như con người
- Aoki Munetaka vai Tetsuya, cha của Karin
- Ichikawa Miwako vai Yuzuki, mẹ của Karin
- Suzuki Keiichi vai Osho-san, cha nuôi của Anzu
- Mizusawa Shingo vai Thần nghèo đói
- Sawabe Wataru vai Tanuki
- Yoshioka Mutsuo
- Uno Shohei

## Sản xuất

### Hoạt họa
Đầu tiên, đội ngũ sản xuất của Bakeneko Anzu-chan đã thực hiện các cảnh quay live-action. Sau đó, dựa trên nền tảng hình ảnh, các họa sĩ diễn hoạt sẽ tiến hành vẽ hoạt họa.

### Âm nhạc
Bài hát chủ đề của phim "Matabi" do Chiaki Sato trình bày và Keiichi Suzuki biên soạn nhạc.

## Phát hành
Ghost Cat Anzu được trình chiếu dưới định dạng một tác phẩm đang giai đoạn sản xuất tại Liên hoan phim hoạt hình quốc tế Annecy năm 2023. Trong cùng tháng, hãng GKIDS đã công bố mua bản quyền bộ phim để phát hành ở Bắc Mỹ vào năm sau. Tác phẩm chính thức ra mắt toàn cầu vào ngày 21 tháng 5 năm 2024 ở hạng mục Director' Fortnight tại Liên hoan phim Cannes. Phim dự kiến công chiếu tại Nhật Bản vào ngày 19 tháng 7 năm 2024.

## Đón nhận

### Giải thưởng
| Giải thưởng                             | Năm                 | Hạng mục                         | Người nhận         | Kết quả | Nguồn |
| --------------------------------------- | ------------------- | -------------------------------- | ------------------ | ------- | ----- |
| Liên hoan phim Cannes                   | 25 tháng 5 năm 2024 | Directors' Fortnight             | Bakeneko Anzu-chan | Đề cử   | [ 3 ] |
| Liên hoan phim hoạt hình quốc tế Annecy | 15 tháng 6 năm 2024 | Cristal cho phim truyện hay nhất | Bakeneko Anzu-chan | Đề cử   | [ 5 ] |